# Illigera celebica
Illigera celebica är en tvåhjärtbladig växtart som beskrevs av Friedrich Anton Wilhelm Miquel. Illigera celebica ingår i släktet Illigera och familjen Hernandiaceae. Inga underarter finns listade i Catalogue of Life.